# پیروز دوانی
پیروز دوانی (۳ اردیبهشت ۱۳۴۰ – ۳ شهریور ۱۳۷۷) نویسنده، روزنامه‌نگار، پژوهشگر، مترجم، تحلیل‌گر و فعال سیاسی مارکسیست ایرانی، و بنیان‌گذار، دبیر و سخنگوی اتحاد برای دموکراسی در ایران بود. پیروز دوانی در تاریخ ۳ شهریور ۱۳۷۷ از منزل خود به قصد رفتن به خانهٔ خواهرش خارج شد و دیگر بازنگشت. او چند ماه پیش، از زندان آزاد شده و به انتشار جزوه‌ای افشاگرانه مشغول بود.

## زندگی و فعالیت سیاسی
پیروز دوانی روز ۳ اردیبهشت ۱۳۴۰ در شهر تهران در خانواده‌ای با اصالت دوانی به دنیا آمد. خانوادهٔ وی خانواده‌ای سیاسی بود و وی از سن نوجوانی به مسائل سیاسی و اجتماعی گرایش پیدا کرده‌بود. وی از سن ۱۶ سالگی و در جریان انقلاب بهمن ۱۳۵۷، به مارکسیسم-لنینیسم گرایش پیدا کرد. پیروز دوانی نخستین بار پس از انقلاب و در شهریور ۱۳۶۱ به جرم هواداری و فعالیت در ارتباط با سازمان جوانان حزب توده ایران دستگیر و ۷ ماه را در زندان به سر برد. پس از آزادی در سال ۱۳۶۲، با وجود قرار گرفتن تحت نظارت پلیس و سازمان‌های امنیتی، فعالیت‌های گسترده‌ای را در رابطه با حمایت از کارگران و خانواده‌های زندانیان و مقتولان سیاسی انجام می‌داد. وی در این رابطه «کانون حمایت از زندانیان سیاسی (داخل کشور)» را تشکیل داد و به اطلاع‌رسانی و افشاِگری در رابطه با کشتار زندانیان سیاسی پرداخت.
پیروز دوانی در روز ۱۲ اسفند ۱۳۶۹، برای بار دوم دستگیر شد. وی این بار به مدت ۶ ماه را در سلول‌های انفرادی در زندان اوین گذراند. ۷ ماه پس از بازداشت در یک دادگاه غیرعلنی محاکمه شد و به ۳ سال زندان و ۵۰ ضربه شلاق محکوم شد. دوانی سه سال حبس خود را در زندان اوین گذراند. وی در این مدت با زندانیانی همچون عباس امیرانتظام و محمدعلی عمویی آشنا شد.
پیروز دوانی در زمستان سال ۱۳۷۳ از زندان آزاد شد و دوباره به فعالیت‌های خود در ارتباط با حقوق بشر و ایجاد همفکری میان نیروهای مخالف ادامه داد. وی پس از آزادی از زندان «شرکت پژوهشی پیام پیروز» را تأسیس کرد. وی در قالب بولتن این شرکت، جزواتی را به صورت فتوکپی با عنوان «پیشرو» منتشر می‌کرد. در این بولتن‌های سیاسی، مقالات افراد گوناگون با دیدگاه‌های متفاوت در مورد تحلیل شرایط ایران، نقض حقوق بشر و وضعیت زندان‌ها و زندانیان سیاسی چاپ می‌گردید. از متن‌هایی که در این زمان توسط پیروز دوانی در قالب بولتن‌های سیاسی پیام پیروز به چاپ رسید، می‌توان برای نمونه به زجرنامهٔ فرج سرکوهی در زندان و سخنرانی حسینعلی منتظری اشاره کرد.
پیروز دوانی به دنبال نزدیک‌تر ساختن جریانات سیاسی و گروه‌های اپوزیسیون داخل کشور بود. وی در این راستا میزگردی را در خرداد ۱۳۷۴، پیرامون علل وجود نابسامانی‌ها در جامعه و چگونگی رفع بحران عمومی در جامعه، با شرکت ابراهیم یزدی، عزت‌الله سحابی و حبیب‌الله پیمان برگزار کرد و خودش نیز به عنوان یک هوادار جبههٔ چپ و سوسیالیسم در آن شرکت کرد. متن این میزگرد به صورت زیراکس در سطحی گسترده و به‌طور علنی از طریق شرکت پژوهشی پیام پیروز منتشر شد. نشریات خارج از کشور مانند نیمروز و کار نیز به بازتاب این میزگرد پرداختند.
در بولتن‌های شرکت پژوهشی پیام پیروز، مطالب همهٔ گروه‌های سیاسی اپوزیسیون، اعم از ملی‌گرا، ملی–مذهبی، چپ و دموکراسی‌خواه منتشر می‌شد. وی می‌کوشید تا همهٔ نیروهای مخالف را حول سازمان اتحاد برای دموکراسی در ایران به هم‌نشینی و همراهی دعوت کند و با نیروهای ساکن در نقاط مختلف ایران نیز ارتباط برقرار کند. پیروز دوانی در این زمان چندین بار به صورت کوتاه دستگیر شد و بارها به صورت تلفنی مورد تهدید قرار گرفت و به قتل تهدید شد.

## کشته شدن در قتل‌های زنجیره‌ای
روز سه شنبه ۳ شهریور ۱۳۷۷ (۲۲ اوت ۱۹۹۸) پیروز دوانی از خانه به قصد رفتن به خانهٔ خواهرش خارج شد و دیگر بازنگشت. نخستین خبر در رابطه با وی به نقل از داریوش فروهر، دبیرکل وقت حزب ملت ایران در رادیوهای خارج از ایران منتشر شد و گفته شد که وی توسط مأموران وزارت اطلاعات جمهوری اسلامی ایران ربوده شده است.
از آن زمان تاکنون اثری از پیروز دوانی به دست نیامده و قوه قضاییه هم قتل او را تأیید نکرده است. او در واقع نمونه‌ای از سر به نیست کردن مخالفان در ایران است، اما بر اساس اعترافات متهمان قتل‌های زنجیره‌ای، او در همان روزها به قتل رسیده و جنازه‌اش در کنار خطوط راه‌آهن سوزانده و دفن شده است.
امیرفرشاد ابراهیمی در دی ماه ۱۳۸۲ در دانشگاه علوم پزشکی تهران در جریان سخنرانی که در پاسداشت زندانیان اصلاح‌طلب دربند برگزار شده بود، اعلام کرد که پیروز دوانی با حکم محسنی اژه‌ای به قتل رسیده است. او در همان سخنرانی با شرح ماجرای ربایش و قتل پیروز دوانی اظهار می‌دارد که چرا به این مسئله رسیدگی نمی‌شود؟ به دنبال این اظهارات آقای محسنی اژه‌ای در مصاحبه با خبرگزاری ایرنا موضوع را تکذیب کرده و اعلام می‌نماید که این مطلب هم از مطالب کذب امیرفرشاد ابراهیمی است. متعاقب این تکذیب، انجمن اسلامی دانشگاه علوم پزشکی تهران، محسنی اژه‌ای و امیرفرشاد ابراهیمی را به مناظره دعوت می‌نماید. امیرفرشاد ابراهیمی در مصاحبه با خبرگزاری ایسنا این مناظره را قبول می‌نماید، اما از سوی محسنی اژه‌ای خبری دریافت نمی‌گردد. ابراهیمی بعدها این ماجرا را در سایت خود شرح می‌دهد و اظهار می‌دارد که بعد از آن سخنرانی از سوی آقای علی ربیعی برایم پیغام آمد که نزد وی بروم، و وقتی رفتم دفتر ایشان گفتند که موضوع پیروز دوانی پیچیده‌تر از این حرف‌هاست و تو هم به اندازهٔ کافی مشکل برای خودت داری، پایت را از این ماجرا بکش بیرون که خیلی خطر دارد! و من هم به‌واسطهٔ مشکلات بسیاری که آن روزها داشتم رهایش کردم.
حسین دوانی برادر پیروز دوانی هم در مصاحبه با بخش فارسی صدای آلمان، بعدها اظهارات اکبر گنجی و امیرفرشاد ابراهیمی را بازگو می‌کند و می‌گوید به خانواده وی هم همان پیغام مشابهی را داده‌اند که به امیر فرشاد ابراهیمی داده‌اند.
در گزارش دیدبان حقوق بشر آمده که اکبر گنجی، روزنامه‌نگار منتقد، آقای اژه‌ای را صادرکنندهٔ دستور قتل پیروز دوانی، دگراندیش و فعال سیاسی دانسته است، و عبدالله نوری وزیر کشور دولت محمد خاتمی و عمادالدین باقی دیگر روزنامه‌نگار ایرانی نیز اتهام مشابهی علیه او مطرح کرده‌اند.

## جریان رسیدگی به پرونده
در جریان رسیدگی به پروندهٔ قتل‌های زنجیره‌ای، تنها نام داریوش فروهر، پروانه اسکندری، محمد مختاری و محمد جعفر پوینده به صورت رسمی مطرح شد و قوه قضائیه جمهوری اسلامی نام پیروز دوانی و مجید شریف را در شمار قربانیان قتل‌های زنجیره‌ای قرار نداد. هرچند فاصلهٔ اندک زمانی میان قتل‌ها و نوع ربایش و روش انجام قتل‌ها، حکایت از انجام آن‌ها توسط یک تیم عملیاتی داشت.